# Danièle Nouy
Danièle Nouy   (Rennes, 30 de juliol de 1950) és una economista francesa.
Graduada el 1971, el 1974 entrà a treballar al Banc Central de França i el 1990 va ser nomenada directora del departament de supervisió financera. Entre 1996 i 1998 va representar França al Comitè de Basilea, i posteriorment va ser-ne secretària general fins al 2003.
Entre 2012 i 2018 va ser presidenta del Mecanisme Únic de Supervisió Bancària pel Consell de la Unió Europea, a proposta del Banc Central Europeu.